# Nghệ thuật Séc

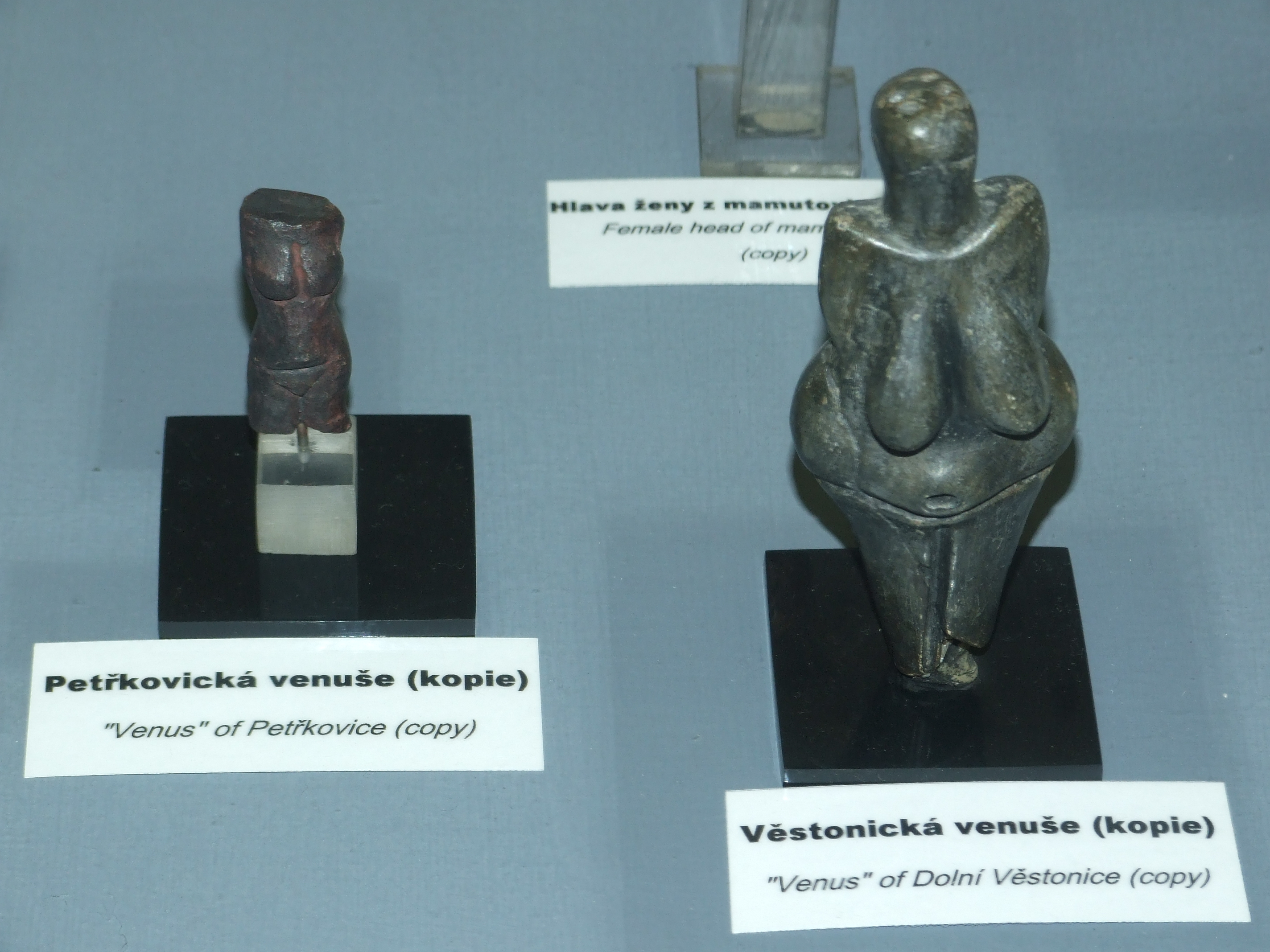
Bản sao của Vệ nữ Petřkovice bên cạnh Vệ nữ Dolní Věstonice tại một buổi triển lãm của Bảo tàng Quốc gia, Praha

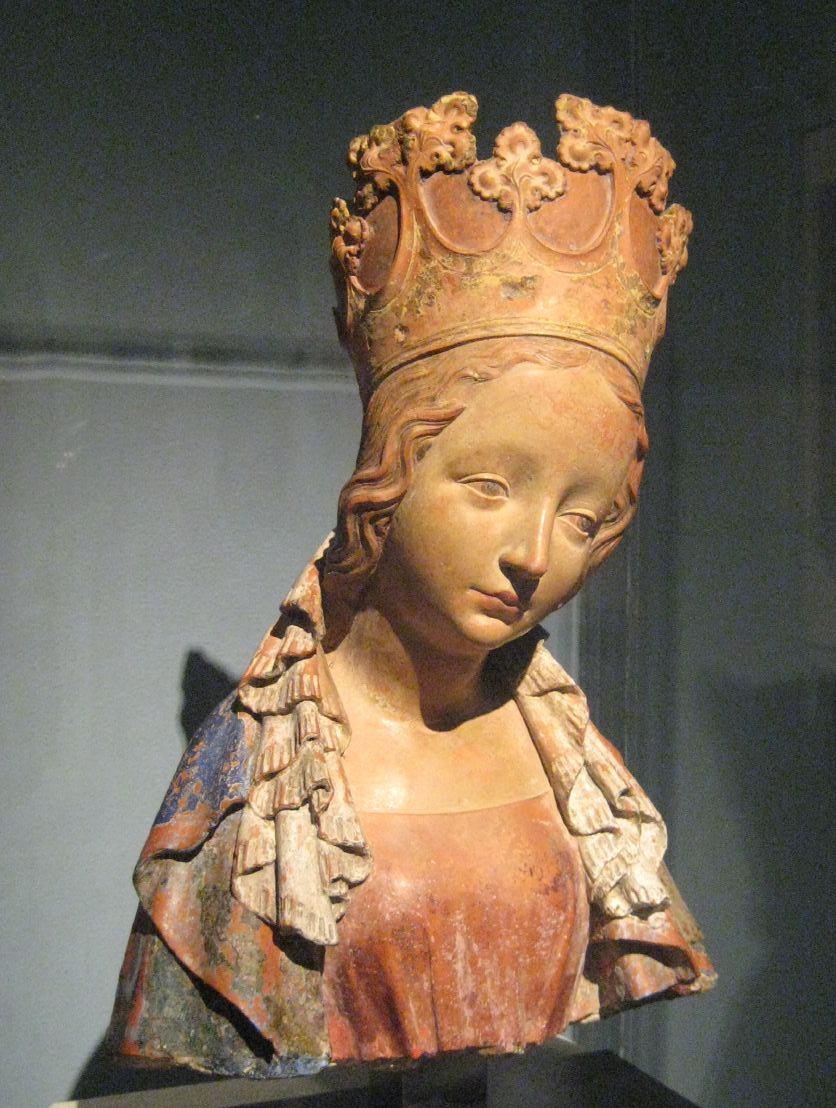
Tượng trưng cho nghệ thuật gothic là bức tượng bán thân Đức mẹ Đồng trinh (1390-1395), được sơn bằng đất terracotta.

Nghệ thuật Séc là nghệ thuật tạo hình và thị giác được sáng chế ở Cộng hòa Séc ngày nay và nhiều quốc gia chiếm đóng các vùng đất Séc ở những thế kỉ trước. Các vùng đất Séc đã sản sinh những nghệ sĩ được công nhận trên toàn thế giới như Alfons Mucha - được nhiều người xem là một trong những nhân vật chủ chốt khai sinh ra trường phái Art Nouveau và František Kupka - người tiên phong của nghệ thuật trừu tượng.
Các vùng đất đã hình thành nên đất nước Cộng hòa Séc ngày nay đã cho ra đời nhiều phát hiện quan trọng của nghệ thuật thời tiền sử, nổi bật là Vệ nữ Dolní Věstonice, một pho tượng hình Vệ Nữ bằng gốm - một người phụ nữ khỏa thân có niên đại từ 29.000–25.000 trước Công nguyên, và một lối nghệ thuật Celtic độc đáo. Ở hầu hết các giai đoạn kế tiếp, nghệ thuật Séc đặc biệt gần với nghệ thuật Áo và Đức. Trong thời kỳ Praha là thủ đô của Đế quốc La Mã Thần Thánh, đây là trung tâm nghệ thuật quan trọng lúc bấy giờ, sử dụng các nghệ sĩ gốc Séc lẫn của nước ngoài. Điều này đặc biệt đúng với trường hợp của phong cách Gothic quốc tế ở thế kỉ 14, và trường phái kiểu cách phương Bắc ở cuối thế kỉ 16 và đầu thế kỉ 17. Sau cuộc chiến tranh Ba Mươi Năm, khi đa số các vùng đất Séc không theo Công giáo được trở về quyền kiểm soát của người Công giáo Habsburg, nhà thờ đã đưa ra rất nhiều tuyên truyền và để lại vô số các công trình kiến trúc nghệ thuật Baroque. Từ thế kỉ 19 trở đi, chủ nghĩa dân tộc Séc đã tác dộng mạnh lên tất cả khía cạnh của nền nghệ thuật.

## Kiến trúc gothic

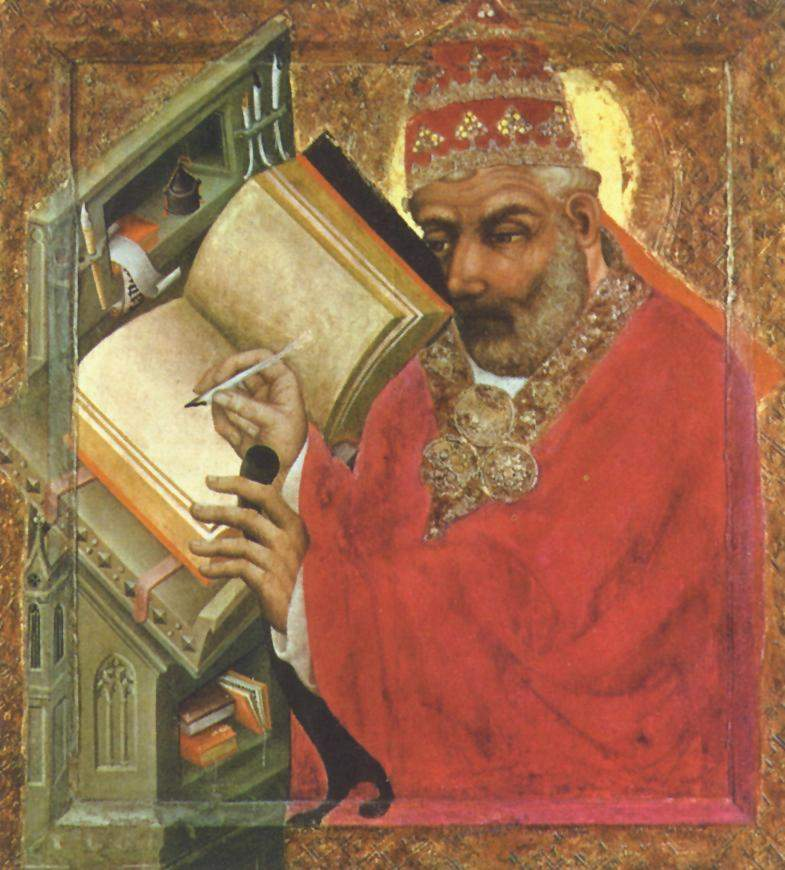
Nghệ sĩ bậc thầy Theoderic, Thánh Gregory 1370, hiện nằm ở Phòng trưng bày Nghệ thuật Quốc gia Praha.

Lối kiến trúc gothic lần đầu xuất hiện tại các vùng đất Séc ở nửa đầu của thế kỉ 13 và hiện diện cho đến đầu thế kỉ 16. Các giai đoạn phát triển nghệ thuật gothic tại các vùng đất Séc được đặt tên theo triều đại cai trị của Bohemia với mốc thời gian tương ứng:
- Tiền Gothic — Přemyslid Gothic (thế kỉ 13 và đầu thế kỉ 14)
- High Gothic — Luxembourg Gothic (thế kỉ 14 và đầu thế kỉ 15)
- Hậu Gothic — Jagiellonian Gothic (khoảng 1471–1526)[1]

Giai đoạn dễ nhận diện đầu tiên của nghệ thuật Séc là giai đoạn Gothic quốc tế, trong đó Charles IV đã nhận vương miện Bohemia, và đặc biệt là Praha, trung tâm quyền lực của Đế quốc La Mã Thần thánh. Bậc thầy Theodoricus là một trong những nghệ sĩ đầu tiên của Séc mà chúng ta biết đến và được ghi công với việc trang trí Nhà thờ Thánh giá ở Lâu đài Karlštejn. Nhà thờ chứa tới 129 tấm sơn họa tiết và là một trong những báu vật nghệ thuật của thời kỳ Trung Cổ ở Bohemia.
Một bộ sưu tập các bức tượng bán thân nằm trong Nhà thờ Lớn Praha, có niên đại 1379–1386, miêu tả những vị ân nhân của Nhà thờ Lớn. Một trong các bức tượng bán thân miêu tả chính nghệ sĩ Petr Parléř lúc trẻ (1330–1399) và được cho là bức chân dung tự họa đầu tiên dễ nhận diện nhất.
Tầm quan trọng của Bohemia lúc bấy giờ đã được ghi nhận và là trung tâm chủ chốt để truyền bá các tác phẩm nghệ thuật của Pháp và Ý, lan truyền sang Anh  thông qua vợ của Richard II, Anne của Bohemia.
Như đa số tác phẩm nghệ thuật thời Trung Cổ, bức họa gothic có bản chất là tôn giáo.